# Bulbophyllum rubrum
Bulbophyllum rubrum är en orkidéart som beskrevs av Henri Lucien Jumelle och Joseph Marie Henry Alfred Perrier de la Bâthie. Bulbophyllum rubrum ingår i släktet Bulbophyllum och familjen orkidéer. Inga underarter finns listade i Catalogue of Life.